# Stevenia
Stevenia là chi thực vật có hoa trong họ Cải.